# 1980年モスクワオリンピックのインド選手団
1980年モスクワオリンピックのインド選手団（1980ねんモスクワオリンピックのインドせんしゅだん）は、1980年7月19日から8月3日にかけてソビエト連邦の首都モスクワで開催された1980年モスクワオリンピックのインド選手団、およびその競技結果。

## 概要
今大会は金メダル1個を獲得した。

## メダル
| メダル | 選手名 | 競技     | 種目 |
| ------ | ------ | -------- | ---- |
| 金     | [[]]   | ホッケー | 男子 |